# Dartmouth (Kanada)
Dartmouth – miejscowość (metropolitan area; 1873–1996 miasto – początkowo town, od 1966 city) w kanadyjskiej prowincji Nowa Szkocja, w hrabstwie Halifax, położona po wschodniej stronie portu w Halifaksie.
Miejscowość, która została założona w sierpniu 1750 przez 353 osadników przybyłych z południowej Anglii na okręcie Alderney, przyjęła miano na cześć Williama Legge, pierwszego hrabiego Dartmouth, a w 1873 otrzymała status miasta (początkowo town, od 1966 city), który utraciła 1 kwietnia 1996 w wyniku utworzenia regional municipality Halifax.
Według spisu powszechnego z 1996 obszar miasta (city) to: 58,57 km², a zamieszkiwało wówczas ten obszar 65 629 osób.